# 小城站 (日本)
小城站（日语：／ Ogi eki */?）是位於佐賀縣小城市三日月町，九州旅客鐵道（JR九州）的唐津線車站。

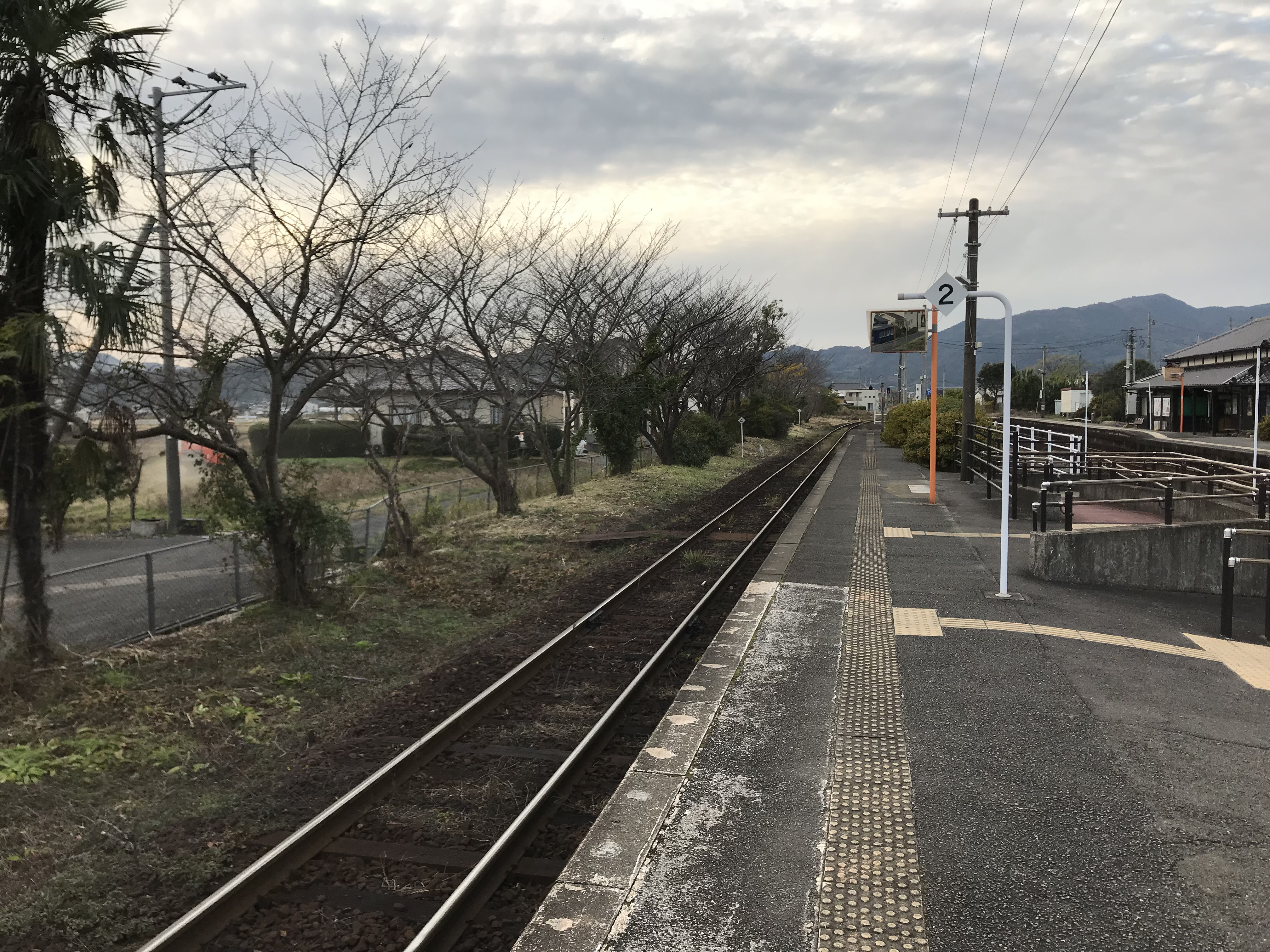
月台(2017年12月)

站名的「小城」並非指平成大合併時成立的「小城市」，而是合併前的「小城郡」，當中本站的位置又不在小城郡內的中心區「小城町」，而是其旁的「三日月町」的北邊。不過沿佐賀縣道42號北行約200米便可進入前小城町，再向北前進約700米即可到達國道203號交界和前小城町中心。

## 車站結構

### 站房
建有樓底甚高的單層木造瓦頂站房一座，由開站至今一直存在。小城市在2013年度計劃使用2年之間花費約3億2000萬日圓進行車站大樓翻新工程。當中包括擴大站前迴旋路、設置公共電話及翻新站房。隨後JR九州於2014年把站房讓渡予市政府，最終於2015年5月30日完成並舉行了完成紀念典禮。同年更獲選為「22世紀遺留下來的佐賀縣遺產」，同時登錄成為國家登錄有形文化財。
車站入口位於站房中央，站房上的站名橫額由有「明治三筆」之稱的中林梧竹所揮毫。中間為通道及驗票口；右側為站務室，前方設有一部自動售票機，以及一間已拉閘的店舖；左側為兼備供市民及乘客休息使用的公共空間暨候車室，其中兩邊牆身皆設有印上佐賀縣宣傳的木長櫈，另外亦放置了圖書櫃及社區鋼琴。門口一方有專供叫喚的士的電話亭、兩部飲品自動售賣機及回收管。站內的社區鋼琴，是在2018年9月，佐賀縣因應2020東京奧運，以及荷蘭人初次在佐賀一帶登陸生活，在佐賀站及本站均設置了可供乘客彈奏的「故事鋼琴」，並且授予「鋼琴車站」的稱號。
此站曾是委托JR九州鐵道營業負責車站業務的業務委託車站，在早上和黃昏以後，沒有車站職員當值。2022年更取消了售票窗口服務，但JR九州為了更有效的調配人力資源，於2023年10月把所有原來的委託管理權收回，使本站也改回為直營站。
站外亦設有一部投幣式電話亭。站房右端另設有一座男、女及傷殘人士的獨立式洗手間。前方的站前公園設有高田保馬與與謝野鐵幹、晶子夫妻的歌碑，以及中林梧竹的銅像。

### 月台
原來設有側式月台、島式月台各1個，為2面3線的配置；後來島式月台內側停用並拆去路軌，只餘下2條線道。本站月台並不配置月台編號，靠近站房的一端為往佐賀方向；而島式月台則為往唐津方向。兩月台之間設有站內附有遮斷機的平交道連接，亦已加設無障斜道供讓輪椅人士轉換月台。
列車全由左側進站。
| 月台       | 路線    | 上下行 | 方向             |
| ---------- | ------- | ------ | ---------------- |
| 站房方     | ■唐津線 | 上行   | 佐賀方向         |
| 島式月台方 | ■唐津線 | 下行   | 唐津、西唐津方向 |

## 歷史
- 1903年12月14日：九州鐵道久保田站至莇原站（現時為多久站）之間開通，此站啟用[9][1]。
- 1907年7月1日：九州鐵道被國有化[10][11][12]。
- 1982年11月15日：貨物提取服務取消[13]。
- 1984年2月1日：手提行李提取服務取消[13]。
- 1987年4月1日：隨國鐵分割民營化，車站由九州旅客鐵道（JR九州）營運[14]。
- 2014年：站房無償轉讓予小城市[2]。
- 2015年5月30日：翻新站房工程完成[5][15]。
- 2016年2月25日：站房被選入為國登錄有形文化財[16][17]。
- 2018年9月8日：增設車站鋼琴[18][19][20]
- 2020年3月14日：除了早上和黃昏外，沒有車站職員當值[21]。
- 2021年4月15日：站房內發生火災，約15平方米面積被燒毀[2]。
- 2022年3月11日：售票窗口停止服務[22]。
- 2023年10月1日：從JR九州服務支援（日语：JR九州サービスサポート）取回委託權，改為直營化，但仍不設車票發售事宜，服務時間亦縮短至07:00-12:00為止[23][24][25]。
- 2024年8月9日：於驗票口月台方的右邊牆壁發現被人以金色噴漆噴上了心形圖案，未有人被捕[26][27][28][29][30]。

## 使用狀況
以下是本站1日平均乘車人次：
| 乘車人次變化 | 乘車人次變化 | 乘車人次變化 |
| 年度         | 1日平均人次  | 出處         |
| ------------ | ------------ | ------------ |
| 2000         | 961          | [ 統計 1 ]   |
| 2001         | 942          | [ 統計 1 ]   |
| 2002         | 956          | [ 統計 1 ]   |
| 2003         | 971          | [ 統計 1 ]   |
| 2004         | 994          | [ 統計 1 ]   |
| 2005         | 999          | [ 統計 1 ]   |
| 2006         | 1,012        | [ 統計 1 ]   |
| 2007         | 1,004        | [ 統計 1 ]   |
| 2008         | 1,034        | [ 統計 1 ]   |
| 2009         | 1,017        | [ 統計 1 ]   |
| 2010         | 1,034        | [ 統計 1 ]   |
| 2011         | 1,041        | [ 統計 1 ]   |
| 2012         | 1,054        | [ 統計 1 ]   |
| 2013         | 1,068        | [ 統計 1 ]   |
| 2014         | 996          | [ 統計 2 ]   |
| 2015         | 1,034        | [ 統計 3 ]   |
| 2016         | 1,053        | [ 統計 4 ]   |
| 2017         | 1,029        | [ 統計 5 ]   |
| 2018         | 1,054        | [ 統計 6 ]   |
| 2019         | 1,050        | [ 統計 7 ]   |
| 2020         | 919          | [ 統計 8 ]   |
| 2021         | 924          | [ 統計 9 ]   |
| 2022         | 940          | [ 統計 10 ]  |
| 2023         | 1,007        | [ 統計 11 ]  |

## 相鄰車站
九州旅客鐵道（JR九州）
■唐津線
久保田－小城－東多久

### 統計數據
1. ↑  佐賀縣統計年鑑
2. ↑  佐賀縣統計年鑑（平成27年度）第12章　運輸及び通信—12.7 鉄道乗降客数及び貨物発着トン数
3. ↑  佐賀縣統計年鑑（平成28年度）第12章　運輸及び通信—12.7 鉄道乗降客数及び貨物発着トン数
4. ↑   (PDF). 九州旅客鉄道.   [2024-03-01]. （原始内容 (PDF)存档于2017-08-01） （日语）.
5. ↑   (PDF). 九州旅客鉄道.   [2024-03-01]. （原始内容 (PDF)存档于2019-07-06） （日语）.
6. ↑   (PDF). 九州旅客鉄道.   [2020-05-23]. （原始内容存档 (PDF)于2020-03-15） （日语）.
7. ↑   (PDF). 九州旅客鉄道.   [2024-03-01]. （原始内容 (PDF)存档于2020-08-24） （日语）.
8. ↑   (PDF). 九州旅客鉄道.   [2024-03-01]. （原始内容 (PDF)存档于2021-08-24） （日语）.
9. ↑   (PDF). 九州旅客鉄道.   [2024-03-01]. （原始内容 (PDF)存档于2022-08-26） （日语）.
10. ↑   (PDF). 九州旅客鉄道.   [2024-03-01].
11. ↑   (PDF).   [2025-04-24]. （原始内容存档 (PDF)于2024-09-19）.

## 外部連結
- JR九州小城站（日語）